# Gránátcsoport

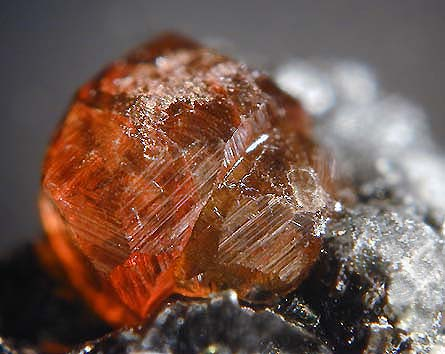
Vörös gránát (almandin)

A gránátcsoport szilikáttartalmú, szabályos kristályrendszerű ásványcsoport, a szilikátok ásványosztály nezoszilikátok alosztályának önálló tagja. Szép, kifejlődött, egyedi vagy nagyobb számban fenn-nőtt kristályokban, rombdodekaéder és deltoid-24-es kristályalakban előforduló féldrágakőnek minősülő ásvány. Plinius "carbunculus almandius"-nak nevezte, a magyar karbunkulus elnevezés innen ered. A középkorban gyógyhatást tulajdonítottak neki. A magyar Szent Korona 9 függőláncán (pendilia) is megtalálható féldrágakő. Több későbbi császári koronánál is díszítő elemnek alkalmazták. 
2016-ban elnyerte az "Év ásványa" címet, a barit és a pirit elől.
A gránát elnevezés az ófrancia grenate (gránátalma), közvetve a latin granum (mag) ill. a középkori latin granatus (szemcsés kő, mag alakú drágakő) szóból származik.

## Kémiai és fizikai tulajdonságai
- Képlete általánosan: A3B2(SiO4)3, ahol A=Ca, Fe, Mn, Mg, míg B=Al, Cr3+,Fe3+, Mn3+, Ti, V3+, Zr lehet. A szilíciumot esetenként alumínium vagy titán helyettesítheti, a hidrogránátok (OH) csoportot is tartalmaznak.
- Szimmetriája: a szabályos kristályrendszerben, több tengely, sík és lapszimmetriája létezik.
- Sűrűsége: 3,5-4,3 g/cm³.
- Keménysége: 6,5-7.5 kemény ásványok közé tartozik (a Mohs-féle keménységi skálán).
- Hasadása: nem hasíthatók.
- Törése: könnyen, szabálytalanul törik, törési felülete zsírfényű (ékszerekben gyakran csorbulnak élei).
- Színe: sötétvörös, barnás vörös, sárgás, esetenként zöld.
- Fénye: üveg- vagy zsírfényű.
- Átlátszósága: ritkán átlátszó, jellemzően átlátszatlan vagy áttetsző.
- Pora: színtelen, fehér.

## Keletkezése

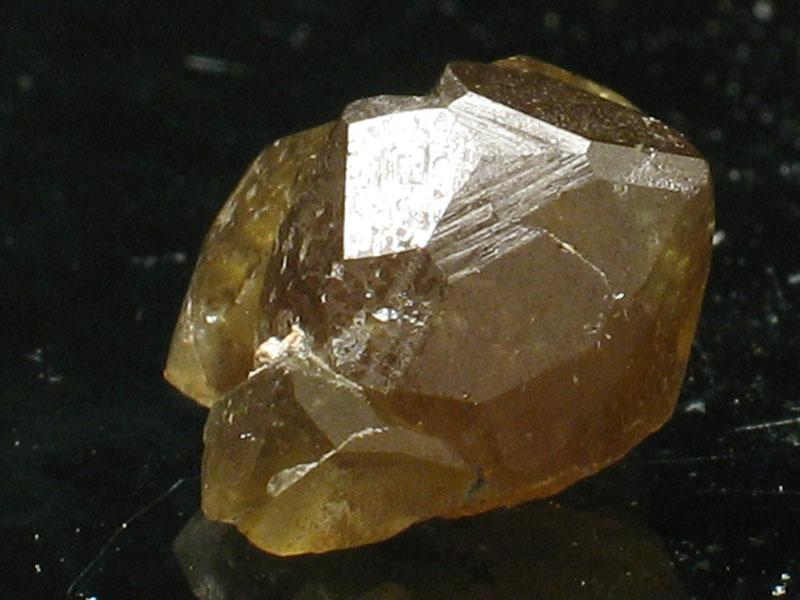
Sárga gránát (Grosszulár).

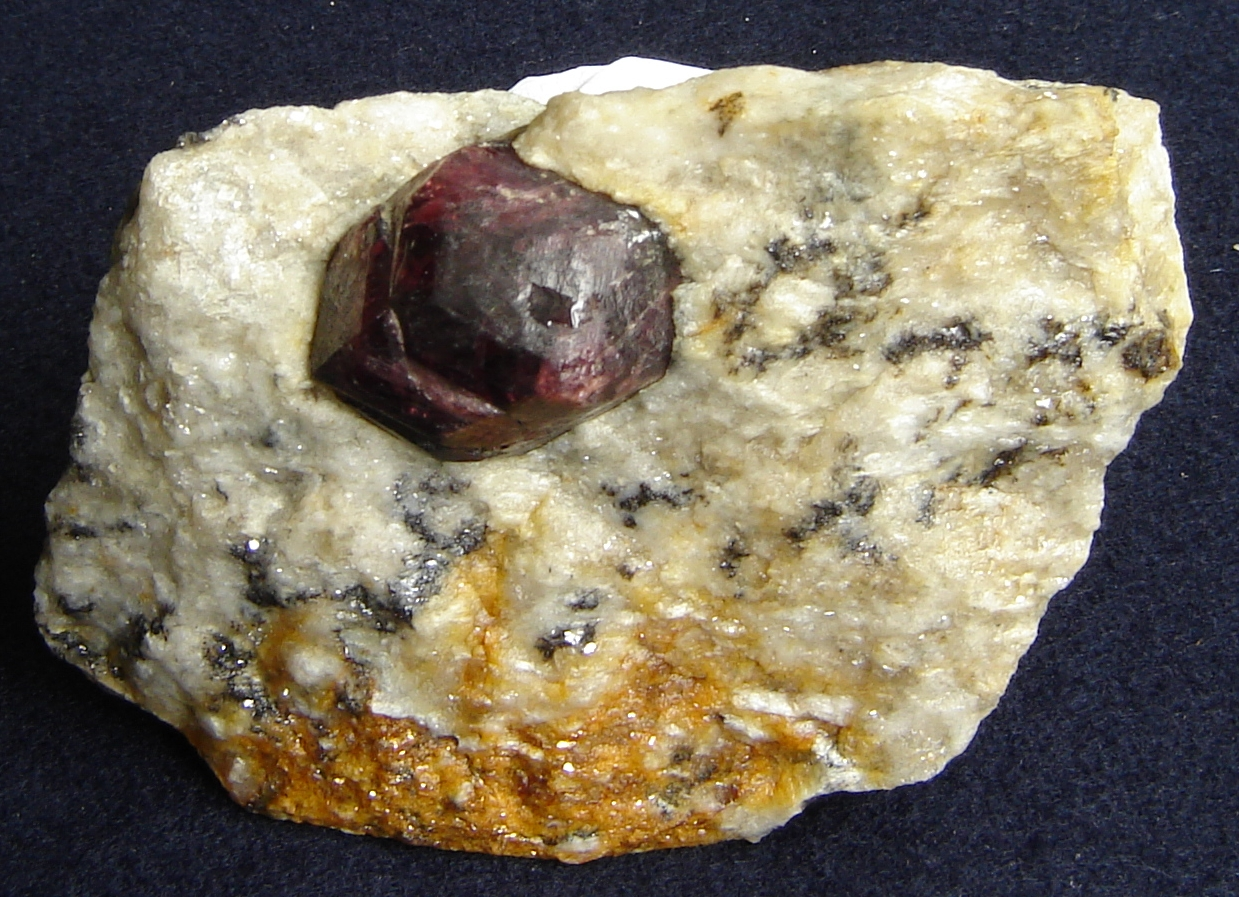
Almandin

Az aprószeműek járulékos kőzetalkotók, nagyobb és szebb kristályai szkarnosodásban keletkeznek, gyakran metamorf kőzetekben találhatók. Átlátszó nagyobb kristályaik drágakövek. Elemi összetételüktől függetlenül azonos formájúak és kristályalakúak, megkülönböztetésük csak kémiai analízis alapján lehetséges.

## A gránátcsoport tagjai
(A gránátcsoport gyakoribb tagjai az összetevők képletével.)
- Almandin : Fe3Al2(SiO4)3
- Andradit :Ca3Fe2(SiO4)3
- Demantoid :Ca3Fe2(SiO4)3
- Grosszulár :Ca3Al2(SiO4)3
- Hessonit :Ca3V2(SiO4)3
- Hidrogrosszulár :Ca3Al2(SiO4)3x(OH)4
- Melanit :CaFeTi(SiO4)3
- Pirop :Mg3Al2(SiO4)3
- Spessartin :Mn3Al2(SiO4)3
- Tsavorit :Ca3V2(SiO4)3
- Uvarovit :Ca3Cr2(SiO4)3

(A gránátcsoport ritkábban előforduló ásványai és jellemző tulajdonságaik.)
- Calderit : (Ca,Mn3+)3(Fe3+)2(SiO4)3.
  - Sűrűsége: 4,08 g/cm³.
  - Keménysége:7,0- 7,5 nagyon kemény (a Mohs-féle keménységi skála szerint).
  - Színe: sötétsárga, vöröses sárga.
  - Fénye: üvegfényű.
  - Átlátszósága: áttetsző.
  - Pora:  fehér.
  - Kémiai összetétele:
    - Kalcium (Ca) =5,6%
    - Mangán (Mn) =23,4%
    - Vas (Fe) =18,8%
    - Szilícium (Si) =16,0%
    - Oxigén (O) =36,2%

- Goldmanit :Ca3(Al,V,Fe3+)2(SiO4)3.
  - Sűrűsége: 3,74 g/cm³.
  - Keménysége:6,0- 7,0 kemény ásvány (a Mohs-féle keménységi skála szerint).
  - Színe: sötétzöld, barnászöld.
  - Fénye: üvegfényű.
  - Átlátszósága: áttetsző vagy opak.
  - Pora:  fehér.
  - Kémiai összetétele:
    - Kalcium (Ca) =24,8%
    - Alumínium (Al) =3,3%
    - Vanádium (V) =11,6%
    - Vas (Fe) =2,3%
    - Szilícium (Si) =18,4%
    - Oxigén (O) =39,6%

- Kimzeyit (vagy:kimzeit) :Ca3(Zr,Ti)2(Si,Al,Fe3+)3O12.
  - Sűrűsége: 4,0 g/cm³.
  - Keménysége:7,0 kemény ásvány(a Mohs-féle keménységi skála szerint).
  - Színe: sötétbarna.
  - Fénye: üvegfényű.
  - Átlátszósága: áttetsző vagy opak.
  - Pora:  világosbarna.
  - Kémiai összetétele:
    - Kalcium (Ca) =21,3%
    - Cirkónium (Zr) =4,3%
    - Titán (Ti) =24,2%
    - Alumínium (Al) =4,3%
    - Vas (Fe) =3,0%
    - Szilícium (Si) =8,9%
    - Oxigén (O) =34,0%

- Knorringit :Mg3Cr2(SiO4)3.
  - Sűrűsége: 3,75 g/cm³.
  - Keménysége:6,0- 6,5 (a Mohs-féle keménységi skála szerint).
  - Színe: kékeszöld, zöld.
  - Fénye: üvegfényű.
  - Átlátszósága: áttetsző.
  - Pora:  fehér.
  - Kémiai összetétele:
    - Magnézium (Mg) =16,1%
    - Króm (Cr) =22,9%
    - Szilícium (Si) =18,6%
    - Oxigén (O) =42,4%

- Majorit :Mg3(Fe,Al,Si)2(SiO4)3.
  - Sűrűsége: 4,0 g/cm³.
  - Keménysége:7,0- 7,5 nagyon kemény (a Mohs-féle keménységi skála szerint).
  - Színe: sárgásbarna, vörösesbarna.
  - Fénye: üvegfényű.
  - Átlátszósága: áttetsző.
  - Pora:  fehér.
  - Kémiai összetétele:
    - Magnézium (Mg) =16,7%
    - Alumínium (Al) =3,7%
    - Vas (Fe) =15,3%
    - Szilícium (Si) =20,5%
    - Oxigén (O) =43,8%

- Schorlomit : Ca(Fe3+,Ti,Al)2((Si,Fe2+,Fe3+)O4)3.
  - Sűrűsége: 3,84 g/cm³.
  - Keménysége:7,0- 7,5 nagyon kemény (a Mohs-féle keménységi skála szerint).
  - Színe: barnásfekete, fekete.
  - Fénye: fémfényű.
  - Átlátszósága: áttetsző vagy opak.
  - Pora:  sötétbarna.
  - Kémiai összetétele:
    - Kalcium (Ca) =23,3%
    - Titán (Ti) =15,7%
    - Vas (Fe) =11,9%
    - Alumínium (Al) =0,5%
    - Szilícium (Si) =11,4%
    - Oxigén (O) =37,2%

- Hibschit: Ca3Al2(SiO4)3x(OH)4.
  - Sűrűsége: 3,13 g/cm³.
  - Keménysége: 6,5 (a Mohs-féle keménységi skála szerint).
  - Színe: színtelen, fehér, világosszürke, barnás.
  - Fénye: üvegfényű.
  - Átlátszósága: áttetsző.
  - Pora:  fehér.
  - Kémiai összetétele:
    - Kalcium (Ca) =28,2%
    - Alumínium (Al) =12,7%
    - Szilícium (Si) =13,2%
    - Hidrogén (H) =0,9%
    - Oxigén (O) =45,0%

- Katoit: Ca3Al2(SiO4)3x3(OH)4.
  - Sűrűsége: 2,76 g/cm³.
  - Keménysége: 5,0- 6,0 (a Mohs-féle keménységi skála szerint).
  - Színe: színtelen, tejfehér.
  - Fénye: üvegfényű.
  - Átlátszósága: áttetsző.
  - Pora:  fehér.
  - Kémiai összetétele:
    - Kalcium (Ca) =29,0%
    - Alumínium (Al) =13,0%
    - Hidrogén (H) = 1,5%
    - Szilícium (Si) =10,2%
    - Oxigén (O) =46,3%

- Hidrograndit: (Ca,Mg,Fe3+)3(Fe3+,Al)2(SiO4)3(OH)4.
  - Sűrűsége: 3,45 g/cm³.
  - Keménysége: 5,0- 6,0 (a Mohs-féle keménységi skála szerint).
  - Színe: zöld.
  - Fénye: üvegfényű.
  - Átlátszósága: átlátszó vagy áttetsző.
  - Pora:  fehér.
  - Kémiai összetétele:
    - Kalcium (Ca) =15,7%
    - Magnézium (Mg) =4,8%
    - Vas (Fe) =21,8%
    - Alumínium (Al) =2,9%
    - Hidrogén (H) =0,9%
    - Szilícium (Si) =12,2%
    - Oxigén (O) =41,7%

- Marimotoit: Ca3TiFe2+Si3O12.
  - Sűrűsége: 3,75 g/cm³.
  - Keménysége: 7,5 nagyon kemény (a Mohs-féle keménységi skála szerint).
  - Színe: fekete.
  - Fénye: gyémántfényű.
  - Átlátszósága: opak.
  - Pora:  szürke.
  - Kémiai összetétele:
    - Kalcium (Ca) =24,0%
    - Titán (Ti) =9,6%
    - Vas (Fe) =11,2%
    - Szilícium (Si) =16,8%
    - Oxigén (O) =38,4%

- Yamatoit: (Mn2+,Ca)3(V3+,Al)2(SiO4)3.
  - Sűrűsége: 2,52 g/cm³.
  - Keménysége:6,0- 7,0 kemény ásvány (a Mohs-féle keménységi skála szerint).
  - Színe: mézsárga, sötétvörös.
  - Fénye: üvegfényű.
  - Átlátszósága: áttetsző.
  - Pora:  fehér.
  - Kémiai összetétele:
    - Kalcium (Ca) =5,8%
    - Mangán (Mn) =23,8%
    - Vanádium (V) =14,7%
    - Alumínium (Al) =2,6%
    - Szilícium (Si) =16,2%
    - Oxigén (O) =36,9%

- Henritermierit: Ca3(Mn3+,Al)2(SiO4)2(OH)4.
  - Sűrűsége: 3,34 g/cm³.
  - Keménysége: nincs adat.
  - Színe: sötétsárga, világosbarna.
  - Fénye: üvegfényű.
  - Átlátszósága: áttetsző.
  - Pora:  világosbarna.
  - Kémiai összetétele:
    - Kalcium (Ca) =25,7%
    - Mangán (Mn) =17,6%
    - Alumínium (Al) =2,9%
    - Hidrogén (H) =0,8%
    - Szilícium (Si) =12,0%
    - Oxigén (O) =41,0%

## Előfordulása

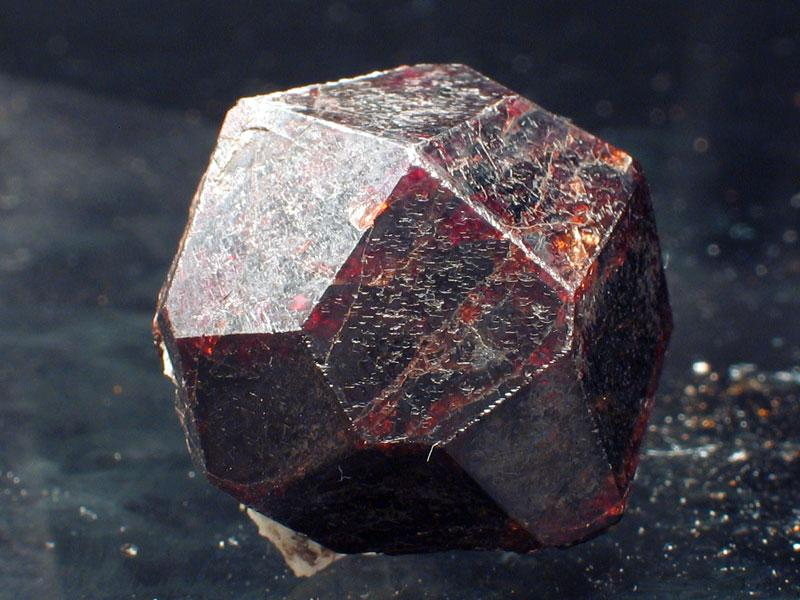
Barnás gránát (Pirop).

Csillámpalákban és kontakt metaszomatikus szkarnosodott kőzetek gyakori és jellemzően előforduló ásvány. Előfordulásai találhatók a csehországi Érchegységben, Szlovákiában Rozsnyó környékén. Németország területén a Harz-hegységben, Románia területén Erdélyben több helyen megtalálhatók. Gyakori és szép példányai az Amerikai Egyesült Államok területén Connecticut szövetségi államban, Oroszországban az Ural vidékén, Finnországban, Norvégia területén, Olaszországban a Vezúv környékén, Törökország ázsiai részéin, Madagaszkár szigetén.

## Előfordulásai Magyarországon
(Az elöfordulásokban a fellelhető kristályok méreteinek feltüntetésével.)
Bánhida (1 mm), Szokolya (2–10 mm), Diósjenő (6–20 mm), Márianosztra (2–10 mm), Drégelypalánk (2–10 mm), Sály, Tihany és Visegrád (1–10 mm), a hazai bauxit előfordulásokban törmelékes szemcsékben, a Börzsöny patakmedreiben (2–4 mm, ritkán: 5–10 mm).

## Kísérő ásványok
A szkarnosodott kőzetekben és csillámpalákban előforduló jellemző ásványok.